# Turgay Avcı
Pour les articles homonymes, voir Avcı.
Turgay Avci (né en 1959 à Larnaca, Chypre), est un homme politique chypriote. Il est ministre des Affaires étrangères de Chypre du Nord depuis le 25 septembre 2006.
Il est marié et père de deux enfants. Il parle couramment l'anglais, l'arabe, l'italien et le turc.